# Sabrina D'Angelo
Sabrina D'Angelo (Welland, 11 de maio de 1993) é uma futebolista canadense que atua como goleira.

## Carreira
Sabrina D'Angelo fez parte do elenco da Seleção Canadense de Futebol Feminino, nas Olimpíadas do Rio 2016.